# Janet Lynn
Janet Lynn Nowicki (Chicago, 6 april 1953) is een Amerikaans voormalig kunstschaatsster. De vijfvoudig Amerikaans kampioene nam deel aan twee edities van de Olympische Winterspelen: Grenoble 1968 en Sapporo 1972. In 1972 won ze olympisch brons.

## Biografie
Wanneer Lynn kunstschaatskampioenschappen begint te winnen, besluit haar familie dat ze beter haar achternaam kan laten vallen zodat ze meer opvalt. Als Janet Lynn domineert ze eind jaren 60, begin jaren 70 in de vrije kür - al kent haar carrière ups en downs. Lynn had in deze klasse nauwelijks concurrentie, en ze wordt hier algemeen beschouwd als de meest dominante schaatsster ooit. Maar destijds werden verplichte figuren hoger beoordeeld dan de vrije kür, zodat zij altijd naast de wereld- en olympische titels greep.
Ze won van 1969 tot en met 1973 vijf Amerikaanse titels, maar toen de kunstschaatsbond ontdekte dat het publiek zo gecharmeerd was van Lynns vrije kür, besloot die de regels aan te passen. Dit gebeurde, al was het te laat voor Lynn aangezien ze al professioneel schaatsster was geworden. Ze tekende in 1973 een contract met de Ice Follies, maar die carrière was geen lang leven beschoren. Door ademhalingsproblemen was ze niet meer in staat om haar routines af te maken, waardoor ze moest stoppen met schaatsen. Lynn huwde in 1975, stichtte een gezin en jureerde in 1980 een ijsshow. Haar fysieke ongemakken bleken het gevolg van allergieën. Dit kreeg ze beter onder controle en ze besloot opnieuw te gaan schaatsen. Ze keerde kort terug als professioneel schaatsster. Later was Lynn actief als christelijke motivational speaker en schreef ze artikelen waarin conservatieve standpunten naar voren kwamen.

## Belangrijke resultaten
| Kampioenschap                  | 64/65 | 65/66         | 66/67         | 67/68         | 68/69         | 69/70         | 70/71         | 71/72         | 72/73         |
| ------------------------------ | ----- | ------------- | ------------- | ------------- | ------------- | ------------- | ------------- | ------------- | ------------- |
| Olympische Spelen              |       |               |               | 9e            |               |               |               | Brons         |               |
| Wereldkampioenschap            |       |               |               | 9e            | 5e            | 6e            | 4e            | Brons         | Zilver        |
| Noord-Amerikaans kampioenschap |       |               |               |               | Goud          |               | Zilver        |               |               |
| Nationaal kampioenschap        |       |               | 4e            | Brons         | Goud          | Goud          | Goud          | Goud          | Goud          |
| NK junioren                    | 8e    | geen deelname | geen deelname | geen deelname | geen deelname | geen deelname | geen deelname | geen deelname | geen deelname |

- International Standard Name Identifier: 0000 0000 2142 5279
- Library of Congress Control Number: n50039079
- Bibliotheek van het Japanse parlement: 00448282
- SNAC: w6bh6903
- Virtual International Authority File: 50469590
- WorldCat: E39PBJqbgtWjR3PQvBx6KvRkDq